# 民社協会
民社協会（みんしゃきょうかい）は、日本の政治団体である。旧民社党系の国会議員・都道府県議・自治体議員（500人弱、半数以上が西尾末広が1969年創立時点から最高顧問を務めた富士政治大学校出身）によって構成される。国会では、国民民主党の政策グループとなっている。
民社党消滅後に政界入りした議員も加入している。現在は川合孝典が会長を務めており、マスコミなどでは旧民社党系グループの名称で紹介されることもある。民社主義と反共主義を掲げ、旧同盟系労組の組織力を背景に結束力が強い。
その一方で、所属議員の落選、高齢化、自民党への移籍などで勢力は退潮傾向にある。また、地方議員では国民民主党に属さず無所属または自民党会派で活動している例もある（例えば、大阪府議会・大阪市議会では民社系議員は現・国民民主党会派ではなく、自民党系会派に所属している）。

## 沿革

民社協会旗（民社党旗を引き継いでいる）

### 新進党時代
1994年12月9日に民社党が解党して翌12月10日パシフィコ横浜にて新進党結党大会に参加した際に、旧民社党所属の国会議員・地方議員によって結成された。このような沿革から、連合内の旧同盟系労組（自動車総連、電力総連、UAゼンセン同盟など）を支持基盤としている。

結党大会の司会は岡田眞澄が務めた。（来賓のプロボクサー大場政夫の入場テーマスポーツ行進曲作曲の『題名のない音楽会』司会者黛敏郎は演出や音響に関するアドバイザー的役割を果たした）。
1995年1月17日、川端達夫らが一時離党する。日本社会党を離党した元党委員長の山花貞夫や元党書記長の赤松広隆、無所属の海江田万里らによる、リベラル新党結成の動きに同調も、阪神・淡路大震災の影響で頓挫。同年10月に新進党に復党。
1997年12月末に新進党解党時点では旧民社党系国会議員が33名いた。彼らの進路は、以下に示すように、新党友愛に23名、小沢自由党に9名、無所属に1名と分かれた。
| 新党友愛（23名）   | 新党友愛（23名）   | 新党友愛（23名）   | 新党友愛（23名）   | 新党友愛（23名）   |
| ------------------ | ------------------ | ------------------ | ------------------ | ------------------ |
| 伊藤英成（衆議院） | 川端達夫（衆議院） | 鍵田節哉（衆議院） | 神田厚（衆議院）   | 今田保典（衆議院） |
| 嶋聡（衆議院）     | 島津尚純（衆議院） | 城島正光（衆議院） | 高木義明（衆議院） | 田中慶秋（衆議院） |
| 玉置一弥（衆議院） | 中野寛成（衆議院） | 福岡宗也（衆議院） | 吉田治（衆議院）   | 足立良平（参議院） |
| 石田美栄（参議院） | 今泉昭（参議院）   | 勝木健司（参議院） | 寺崎昭久（参議院） | 直嶋正行（参議院） |
| 長谷川清（参議院） | 平田健二（参議院） | 吉田之久（参議院） |                    |                    |
| 小沢自由党（9名）  |                    |                    |                    |                    |
| 青山丘（衆議院）   | 安倍基雄（衆議院） | 塩田晋（衆議院）   | 中井洽（衆議院）   | 中村鋭一（衆議院） |
| 西村眞悟（衆議院） | 鰐淵俊之（衆議院） | 都築譲（参議院）   | 西村章三（衆議院） |                    |
| 無所属（1名）      |                    |                    |                    |                    |
| 笹木竜三（衆議院） |                    |                    |                    |                    |

### 民主党・小沢自由党時代から民由合併
新党友愛は4月に解党して民主党の結成に参加した。7月の第18回参議院議員通常選挙では、旧同盟系労組の支援を受ける直嶋正行（自動車総連支援）・勝木健司（UIゼンセン同盟支援）・長谷川清（電力総連支援）の3名が民主党の比例代表名簿に登載され、全員再選している。
2000年6月の第42回衆議院議員総選挙では、神田厚・西村章三が不出馬で引退、島津尚純・吉田治、鰐淵俊之・安倍基雄・中村鋭一が落選した。
2001年7月の第19回参議院議員通常選挙では、民主党の比例代表名簿に候補者を擁立し、以降も常に民主党から候補を擁立している。初めて行われた非拘束名簿式の選挙で、藤原正司（電力総連支援）・池口修次（自動車総連支援）を初当選させた一方、ゼンセン同盟が支援する柳澤光美は落選した。
2002年9月の民主党代表選挙では、独自候補として中野寛成擁立に動いたが告示直前に撤回して鳩山由紀夫を支援し、鳩山代表再選の原動力となった。しかし、その後中野の幹事長就任が論功行賞として党内外から強い批判を浴び、鳩山執行部はわずか3か月足らずで辞任に追い込まれた。
民由合併直後の2003年11月の第43回衆議院議員総選挙では、伊藤英成・鍵田節哉・今田保典・塩田晋が不出馬で引退、吉田が返り咲いた。
2004年7月の第20回参議院議員通常選挙では、直嶋を再選させたほか、小林正夫（電力総連支援）と柳澤を初当選させている。
2005年9月の第44回衆議院議員総選挙では、米沢隆や中野など多くの議員が落選し、勢力を大きく後退させた。同選挙後に行われた9月の民主党代表選挙では、9月17日に自主投票を決定したが、大半は前原誠司を支持したとされる。10月には旧民社党系議員でつくる創憲会議が新憲法草案を発表した。
2006年、川端達夫が理事長に就任し、川端グループと呼ばれるようになった。4月の民主党代表選挙では、小沢一郎を支持し、鳩山グループ・小沢グループなどとの関係を深めた。
2007年7月の第21回参議院議員通常選挙では、藤原・池口を再選させたほか、川合孝典（UIゼンセン同盟支援）を初当選させている。
2009年5月の民主党代表選挙では、自主投票としたが、大半は鳩山を支持し、8月の第45回衆議院議員総選挙で民主党が政権交代を果たすと、翌月に発足した鳩山由紀夫内閣では川端達夫・中井洽・直嶋正行が入閣した。
2010年6月の民主党代表選挙では、6月4日に菅直人支持を決定し、2010年6月発足の菅内閣では川端・中井・直嶋ら全員が留任した。7月の第22回参議院議員通常選挙では、直嶋・柳田・小林・柳澤を再選させた一方、木俣佳丈が引退、島田智哉子が落選した。9月の民主党代表選挙では、8月18日に「代表選に臨むにあたっての基本姿勢」を提言し、民主党綱領の制定や国家戦略局・衆参の憲法審査会の設置などを求めた。また、独自候補の擁立を模索したものの、断念した。告示後は、民社協会としての支持候補一本化の調整に難航し、地方議員と党員・サポーターは自主投票とした。最終的には拘束力のない会長声明として、菅再選支持を打ち出した。9月発足の菅改造内閣では柳田稔・高木義明の2人が入閣したが、柳田は失言で11月22日に辞任した。2011年1月発足の菅第2次改造内閣では、ベテランの中野寛成が国家公安委員会委員長として初入閣し、高木は留任した。
2011年6月末をもって、愛知民社協会が解散した。同年、民主党内の他グループと重複しないことを条件に入会者を募り、辻泰弘ら10人の希望があった。
2011年8月の民主党代表選挙では、支持候補の一本化を図ったが、会長の田中慶秋が前原支持を示唆したところ異論が噴出し、自主投票となった。野田内閣発足にともない、元文部科学大臣の川端が総務大臣として再入閣を果たすが、中野・高木は退任となり、1ポストだけの入閣となった。また副大臣も2ポストしか獲得できなかった。11月14日、平田健二が参議院議長に就任した。2012年1月発足の野田改造内閣では松原仁が国家公安委員会委員長・消費者及び食品安全担当大臣として初入閣、総務大臣の川端は留任した。9月の民主党代表選挙では、8月29日に野田再選支持を決定し、10月発足の野田第3次改造内閣では田中慶秋・城島光力・三井辨雄・小平忠正・中塚一宏が初入閣を果たした。
2012年12月の第46回衆議院議員総選挙では、中野・中井が引退し、会長の川端や現職閣僚の城島・三井・小平・中塚らも落選してグループは壊滅的打撃を受ける。その後、後任の会長に高木が選出され、通称が川端グループから高木グループに変わった。12月の民主党代表選挙では、海江田万里を支持した。
2013年7月の第23回参議院議員通常選挙では、選挙区に山根隆治・榛葉賀津也・辻泰弘、比例区に川合孝典・礒﨑哲史・浜野喜史・定光克之・轟木利治を擁立した
。結果は、民主党大敗の影響をここでも受け、当選は榛葉・礒﨑・浜野の3人に留まり、現職の山根・辻・川合・轟木は落選した。しかし、礒﨑（自動車総連）と浜野（電力総連）は、前回の組織内候補より票を上積みし、民主党比例区の1・2位を占める組織力を見せた。
2014年5月9日、三日月大造（比例近畿ブロック復活当選）が滋賀県知事選に出馬するため民主党を離党・議員辞職し、代わって比例名簿次点の川端が繰り上げ当選した。これによって川端は1年5か月ぶりに政界に復帰した。
2015年1月の民主党代表選挙では、UAゼンセンや基幹労連が岡田克也を支持、JAMが細野豪志を支持、電機連合は内部で対応が割れるなど、労組間・労組内で支持が分散したため、民社協会としては岡田を推薦するが拘束力はないものとした。

### 民進党時代
民主党は2016年3月に維新の党と合流して民進党を結成した。7月の第24回参議院議員通常選挙では、直嶋・柳澤が引退を表明し、比例区に小林・川合・轟木・引退する直嶋の後継として濱口誠（自動車総連）を擁立し、選挙区の柳田（広島県）・金子洋一（神奈川県）が再選を目指した。結果は、比例区では小林が再選、川合が返り咲き、濱口が初当選、轟木が次点で落選となり、選挙区では柳田が当選、金子が連合神奈川の支援を受けたが落選した。
9月の民進党代表選挙では、8月17日に対応を協議し、8月24日に蓮舫に支持を伝えた。蓮舫が民進党代表に選出された後、脱原発の目標を「2030年代原発ゼロ」から「2030年原発ゼロ」へ前倒しする方針を打ち出すと、党内議論において会長の高木が「前倒しの必要はない」と反対を明言するなど、電力系や製造系の労組出身のメンバーを中心に異論が相次ぎ、結論は先送りとなった。
2017年9月の民進党代表選挙では、8月3日の役員会で憲法・安全保障・エネルギー・社会保障と税の一体改革の4点に関する政策要請書を前原に提出し、合意できれば支持する方針を決め、8月4日に民社協会として前原を支持する方針を伝えた。選挙戦では、会長の高木が前原陣営の最高顧問に就任した。
10月の第48回衆議院議員総選挙では、会長経験者の川端と高木が引退した。10月の民進党代表選挙では、大塚耕平を支持した。2018年3月3日、高木が会長を退任し、新たに小林正夫が会長に選出され、小林グループとなった。

### 旧・国民民主党時代
2018年5月7日の国民民主党結成に際しては、民進党内の連合出身議員のうち、概ね旧同盟系が国民民主党に参加し、旧総評系が立憲民主党に移籍することとなった。9月の国民民主党代表選挙では、UAゼンセン（川合孝典）、電力総連（浜野喜史）など旧同盟系の産別労組や、電機連合（平野博文、浅野哲、矢田稚子）出身議員らが玉木雄一郎の推薦人となった。

### 新・国民民主党時代
前出の国民民主党は2020年9月11日解党、同日付で新たな国民民主党が設立された。
11月22日の民社協会全国代表者会議で「立憲民主党に入党した者は今後は正会員ではなく会友扱い、各級選挙で推薦しない」方針を決定。
第49回衆議院議員総選挙後、鈴木敦と長友慎治が入会している。
2023年5月13日、小林が会長を退任し、新たに川合孝典が会長に就任。
第50回衆議院議員総選挙後、約12年ぶりに衆議院議員に復帰した向山好一（兵庫民社協会会長）が入会している。

## 役員
| 会長     | 副会長 | 専務理事 | 常任理事 |
| -------- | ------ | -------- | -------- |
| 川合孝典 |        | 礒﨑哲史 |          |

### 歴代代表
代表役員として会長と理事長があったが、2009年に理事長職を廃止した。

#### 会長
- 米沢隆（1995 - 2005年）
- 田中慶秋（2005 - 2012年）
- 川端達夫（2012年）
- 高木義明（2012 - 2018年）
- 小林正夫（2018年 - 2023年）
- 川合孝典（2023年 - ）

#### 理事長
- 吉田之久（代表・会長代行・理事長、1994 - 2001年）
- 中田一郎（2001 - 2003年）
- 中野寛成（2003 - 2005年）
- 玉置一弥（2005年）
- 川端達夫（2005 - 2009年）

## 現職国会議員

### 衆議院議員
| 向山好一 （2回、比例近畿・兵庫3区）   | 長友慎治 （2回、比例九州・宮崎2区）      | 岸田光広 （1回、比例北関東・埼玉4区）      | 橋本幹彦 （1回、埼玉13区）            |
| 岡野純子 （1回、比例南関東・千葉5区） | 西岡義高 （1回、比例南関東・神奈川18区） | 深作ヘスス （1回、比例南関東・神奈川19区） | 鳩山紀一郎 （1回、比例東京・東京2区） |
| 森洋介 （1回、比例東京・東京13区）    |                                          |                                            |                                       |

（計9人）

### 参議院議員
| 礒﨑哲史 （3回、比例区） | 川合孝典 （3回、比例区） | 浜野喜史 （3回、比例区） | 濱口誠 （2回、比例区） |
| 田村麻美 （2回、比例区） | 竹詰仁 （1回、比例区）   |                          |                        |

（計6人）

## かつて所属していた人物
- 青山丘[84]、安倍基雄[84]、中村鋭一[84]
  - 保守党結党に参加。
- 山谷えり子[85]、金子善次郎[85]
  - 2002年12月に民主党除籍。
- 塩田晋[84]
  - 2004年6月に民主党離党。
- 都築譲
  - 2004年11月に民主党離党。
- 嶋聡[84]
  - 2005年9月に民主党離党。
- 小林憲司[85]
  - 2005年9月に民主党除籍。
- 西村眞悟[84]
  - 西村眞悟弁護士法違反事件により、2005年11月に民主党除籍。
- 計屋圭宏[86]
  - 2005年11月に民主党離党。
- 鈴木康友[86]
  - 2006年12月に民主党離党。
- 北橋健治[84]
  - 2006年12月に民主党離党。
- 鮫島宗明[85]
  - 2007年4月に民主党離党。
- 渡辺秀央[86]、大江康弘[87]
  - 2008年9月に民主党除籍。
- 前田雄吉
  - 2008年10月に民主党離党（後に復党し再び離党）。
- 浅尾慶一郎[84]
  - 2009年7月に民主党除籍。
- 島田智哉子[86]
  - 2010年参院選落選後に離脱。現在は自由民主党所属。
- 松木謙公[88]
  - 2011年6月に民主党除籍。
- 鹿野道彦[85]
  - 2011年8月31日、素交会設立に参加。
- 菊田真紀子[89]
  - 凌雲会へ移籍。
- 牧義夫[86]、樋高剛[86]、岡本英子[88]、村上史好
  - 2012年7月に民主党除籍。
- 初鹿明博[90]
  - 2012年11月に民主党除籍。
- 小平忠正[85]、柿沼正明[91]
  - 2012年衆院選落選後に離脱。(小平は95年9月にも新進党離党し一旦離脱し新党さきがけ移籍)
- 後藤斎[85]、高山智司[89]
  - 2014年4月7日、細野派設立に参加。
- 三日月大造[86]
  - 2014年5月に民主党離党。
- 笹木竜三[84]、森本哲生[87]
  - 2015年8月に民主党離党。
- 金子洋一[88]
  - 2016年参院選落選後に離脱。
- 松原仁[85]
  - 2017年9月に民進党除籍。
- 手塚仁雄[85]、森山浩行[88]
  - 2017年10月に民進党離党。
- 福島伸享[88]
  - 2017年衆院選落選後に離脱。
- 鷲尾英一郎[87]
  - 2017年11月に民進党離党。
- 伴野豊[85]
  - 花斉会へ移籍。
- 榛葉賀津也[89][92]
- 鈴木敦[76]
  - 2023年12月に国民民主党除籍。

### その他国政選挙落選・引退者
※は国政選挙落選で非議員、◇は政界から引退した者、†は物故者。括弧内は、議員でなくなった時点での議会所属。
- 三井辨雄†（衆・北海道2区）[85]
- 鰐淵俊之†（衆・比例北海道）[84]
- 今田保典◇（衆・比例東北）[84]
- 山根隆治†（参・埼玉県）[93]
- 神田厚†（衆・比例北関東）[84]
- 野木実※（衆・比例北関東）[90]
- 加賀谷健†（参・千葉県）[81]
- 田中慶秋†（衆・神奈川5区）[84]
- 城島光力※（衆・神奈川10区）[84]
- 中塚一宏※（衆・神奈川12区）[86]
- 平田健二◇（参・岐阜県）[84]
- 伊藤英成†（衆・愛知11区）[84]
- 古本伸一郎◇（衆・愛知11区）[86][注 3]
- 木俣佳丈◇（参・愛知県）[84][注 4]
- 中井洽†（衆・三重1区）[84]
- 福岡宗也†（衆・比例東海）[84][注 5]
- 吉田治※（衆・大阪4区）[84]
- 中野寛成◇（衆・大阪8区）[84]
- 梶原康弘※（衆・兵庫5区）[86]
- 辻泰弘※（参・兵庫県）[91]
- 吉田之久†（参・奈良県）[84]
- 鍵田節哉†（衆・比例近畿）[84]
- 浜本宏※（衆・比例近畿）[90]
- 川端達夫◇（衆・比例近畿）[84]
- 石田美栄※（参・岡山県）[84]
- 柳田稔◇（参・広島県）[84]
- 西村章三◇（衆・比例四国）[84]
- 岩本司◇（参・福岡県）[89]
- 島津尚純†（衆・比例九州）[84]
- 米沢隆†（衆・比例九州）[94]
- 高木義明◇（衆・比例九州）[84]
- 足立良平◇（参・比例区）
- 寺崎昭久†（参・比例区）
- 勝木健司◇（参・比例区）[84]
- 長谷川清†（参・比例区）[84]
- 今泉昭†（参・比例区）[84]
- 大石尚子†（参・比例区）[85][注 5]
- 池口修次◇（参・比例区）[86]
- 藤原正司†（参・比例区）[93]
- 玉置一弥◇（参・比例区）[84]
- 直嶋正行◇（参・比例区）[84]
- 柳澤光美◇（参・比例区）[86]
- 小林正夫◇（参・比例区）[86]

## 政治資金収支報告書の記載
| 年                  | 本年収入額   | 会費 納入者数 | 寄附者の氏名 | 備考    |
| ------------------- | ------------ | ------------- | --- | ------- |
| 2000年 （平成12年） | 5943万8500円 | 3万2483人     | 足立良平、石田美栄、今泉昭、勝木健司、直嶋正行、長谷川清、平田健二、吉田之久、柳田稔、木俣佳丈、青山丘、安倍基雄、伊藤英成、川端達夫、神田厚、北橋健治、鍵田節哉、高木義明、今田保典、中井洽、中野寛成、西村眞悟、西村章三、塩田晋、笹木竜三、吉田治、嶋聡、島津尚純、城島光力、田中慶秋、玉置一弥、中村鋭一、鰐淵俊之、福岡宗也、浅尾慶一郎 | [ 84 ]  |
| 2001年 （平成13年） | 6581万2078円 | 2万6966人     | 足立良平、石田美栄、吉田之久、浅尾慶一郎、今泉昭、勝木健司、木俣佳丈、直嶋正行、長谷川清、平田健二、柳田稔、伊藤英成、大石尚子、金子善次郎、川端達夫、鍵田節哉、北橋健治、今田保典、嶋聡、城島光力、高木義明、田中慶秋、玉置一弥、中野寛成、小平忠正、鹿野道彦、後藤斎、小林憲司、鮫島宗明、手塚仁雄、伴野豊、松原仁、三井辨雄、山谷えり子、塩田晋、中井洽、西村眞悟                                                                                           | [ 85 ]  |
| 2002年 （平成14年） | 7100万8580円 | 4万8207人     | 大石尚子、伊藤英成、鍵田節哉、鹿野道彦、金子善次郎、川端達夫、北橋健治、小平忠正、後藤斎、小林憲司、今田保典、鮫島宗明、塩田晋、嶋聡、城島光力、高木義明、田中慶秋、玉置一弥、手塚仁雄、中井洽、中野寛成、西村眞悟、伴野豊、松原仁、三井辨雄、山谷えり子、浅尾慶一郎、今泉昭、勝木健司、木俣佳丈、直嶋正行、長谷川清、平田健二、藤原正司、柳田稔、山根隆治 | [ 93 ]  |
| 2003年 （平成15年） | 6578万4840円 | 1万5179人     | 伊藤英成、大石尚子、鍵田節哉、金子善次郎、鹿野道彦、川端達夫、北橋健治、小平忠正、後藤斎、小林憲司、今田保典、鮫島宗明、塩田晋、嶋聡、城島光力、高木義明、田中慶秋、玉置一弥、手塚仁雄、中井洽、中野寛成、西村眞悟、伴野豊、松原仁、三井辨雄、山谷えり子、米沢隆、浅尾慶一郎、今泉昭、勝木健司、木俣佳丈、直嶋正行、長谷川清、平田健二、藤原正司、柳田稔、山根隆治                                                                                             | [ 94 ]  |
| 2004年 （平成16年） | 5000万9051円 | 1万1724人     | 大石尚子、梶原康弘、鹿野道彦、川端達夫、北橋健治、小平忠正、小林憲司、鮫島宗明、嶋聡、城島光力、鈴木康友、高木義明、田中慶秋、玉置一弥、手塚仁雄、中井洽、中塚一宏、中野寛成、西村眞悟、計屋圭宏、伴野豊、樋高剛、古本伸一郎、牧義夫、松原仁、三日月大造、三井辨雄、吉田治、米沢隆、浅尾慶一郎、池口修次、今泉昭、木俣佳丈、小林正夫、島田智哉子、直嶋正行、平田健二、藤原正司、柳澤光美、柳田稔、山根隆治、渡辺秀央、勝木健司、長谷川清                       | [ 86 ]  |
| 2005年 （平成17年） | 1757万8488円 | 1万1071人     | 大石尚子、梶原康弘、鹿野道彦、小林憲司、鮫島宗明、嶋聡、城島光力、鈴木康友、田中慶秋、玉置一弥、手塚仁雄、中塚一宏、計屋圭宏、樋高剛、吉田治、米沢隆、中野寛成、西村眞悟、浅尾慶一郎、池口修次、今泉昭、岩本司、木俣佳丈、小林正夫、島田智哉子、榛葉賀津也、直嶋正行、平田健二、藤原正司、柳澤光美、柳田稔、山根隆治、渡辺秀央、菊田真紀子、川端達夫、北橋健治、小平忠正、高木義明、中井洽、伴野豊、古本伸一郎、牧義夫、松原仁、三日月大造、三井辨雄、高山智司 | [ 89 ]  |
| 2006年 （平成18年） | 3598万1044円 | 9521人        | 木俣佳丈、江幡幸次、浅尾慶一郎、池口修次、今泉昭、岩本司、大江康弘、小林正夫、島田智哉子、榛葉賀津也、直嶋正行、平田健二、藤原正司、柳澤光美、柳田稔、山根隆治、渡辺秀央、川端達夫、菊田真紀子、北橋健治、小平忠正、高木義明、高山智司、中井洽、伴野豊、古本伸一郎、牧義夫、松原仁、三日月大造、三井辨雄、森本哲生、鷲尾英一郎 | [ 87 ]  |
| 2007年 （平成19年） | 2548万1460円 | 7737人        | 今泉昭、森本哲生、浅尾慶一郎、池口修次、岩本司、大江康弘、川合孝典、加賀谷健、木俣佳丈、小林正夫、島田智哉子、榛葉賀津也、直嶋正行、平田健二、藤原正司、柳澤光美、柳田稔、山根隆治、渡辺秀央、川端達夫、菊田真紀子、小平忠正、高木義明、高山智司、中井洽、伴野豊、古本伸一郎、牧義夫、松原仁、三日月大造、三井辨雄、鷲尾英一郎 | [ 81 ]  |
| 2008年 （平成20年） | 1504万7815円 | 5852人        | 渡辺秀央、浅尾慶一郎、池口修次、大石尚子、岩本司、川合孝典、加賀谷健、木俣佳丈、小林正夫、島田智哉子、榛葉賀津也、直嶋正行、平田健二、藤原正司、柳澤光美、柳田稔、山根隆治、川端達夫、菊田真紀子、小平忠正、高木義明、高山智司、中井洽、伴野豊、古本伸一郎、牧義夫、松原仁、三日月大造、三井辨雄、鷲尾英一郎 | [ 95 ]  |
| 2009年 （平成21年） | 2445万7821円 | 5709人        | 浅尾慶一郎、牧義夫、浜本宏、野木実、向山好一、初鹿明博、梶原康弘、城島光力、吉田治、中野寛成、田中慶秋、川端達夫、菊田真紀子、小平忠正、高木義明、高山智司、中井洽、伴野豊、古本伸一郎、松原仁、三日月大造、三井辨雄、鷲尾英一郎、岩本司、池口修次、川合孝典、加賀谷健、木俣佳丈、小林正夫、島田智哉子、榛葉賀津也、直嶋正行、平田健二、藤原正司、柳澤光美、柳田稔、山根隆治、大石尚子                                                                         | [ 90 ]  |
| 2010年 （平成22年） | 1413万4975円 | 6080人        | 川端達夫、梶原康弘、菊田真紀子、岡本英子、小平忠正、城島光力、田中慶秋、高木義明、高山智司、中井洽、中塚一宏、中野寛成、野木実、初鹿明博、浜本宏、伴野豊、福島伸享、古本伸一郎、松原仁、松木謙公、三日月大造、三井辨雄、向山好一、森山浩行、吉田治、鷲尾英一郎、岩本司、池口修次、川合孝典、加賀谷健、木俣佳丈、小林正夫、島田智哉子、榛葉賀津也、直嶋正行、平田健二、藤原正司、柳澤光美、柳田稔、山根隆治、大石尚子、金子洋一                                 | [ 88 ]  |
| 2011年 （平成23年） | 3028万1047円 | 5179人        | 松木謙公、中塚一宏、柿沼正明、梶原康弘、川端達夫、小平忠正、城島光力、高木義明、高山智司、田中慶秋、中井洽、中野寛成、野木実、初鹿明博、浜本宏、伴野豊、福島伸享、松原仁、三日月大造、三井辨雄、向山好一、森山浩行、吉田治、鷲尾英一郎、辻泰弘、池口修次、岩本司、加賀谷健、金子洋一、川合孝典、小林正夫、榛葉賀津也、平田健二、藤原正司、柳澤光美、柳田稔、山根隆治、大石尚子                                                                                 | [ 91 ]  |
| 2012年 （平成24年） | 1240万9904円 | 5625人        | 柿沼正明、川端達夫、小平忠正、城島光力、高木義明、高山智司、田中慶秋、中井洽、中野寛成、野木実、初鹿明博、浜本宏、伴野豊、福島伸享、松原仁、三日月大造、三井辨雄、向山好一、森山浩行、吉田治、鷲尾英一郎、玉置一弥、池口修次、岩本司、金子洋一、川合孝典、加賀谷健、小林正夫、榛葉賀津也、辻泰弘、平田健二、藤原正司、柳澤光美、柳田稔、山根隆治 | [ 96 ]  |
| 2013年 （平成25年） | 1510万2635円 | 4579人        | 池口修次、岩本司、川合孝典、加賀谷健、玉置一弥、辻泰弘、平田健二、藤原正司、山根隆治、礒﨑哲史、浜野喜史、松原仁、三日月大造、高木義明、鷲尾英一郎、金子洋一、小林正夫、榛葉賀津也、柳澤光美、柳田稔 | [ 80 ]  |
| 2014年 （平成26年） | 960万1918円  | 2563人        | 三日月大造、川端達夫、高木義明、松原仁、鷲尾英一郎、礒﨑哲史、金子洋一、小林正夫、榛葉賀津也、浜野喜史、柳澤光美、柳田稔 | [ 97 ]  |
| 2015年 （平成27年） | 2921万8145円 | 3993人        | 榛葉賀津也、高木義明、松原仁、鷲尾英一郎、伴野豊、福島伸享、礒﨑哲史、金子洋一、小林正夫、浜野喜史、柳澤光美、柳田稔 | [ 98 ]  |
| 2016年 （平成28年） | 2310万6515円 | 3679人        | 柳澤光美、金子洋一、川合孝典、礒﨑哲史、小林正夫、浜野喜史、柳田稔、高木義明、松原仁、鷲尾英一郎、伴野豊、福島伸享、（政治団体からの寄付）川端達夫、古本伸一郎、直嶋正行、濱口誠 | [ 82 ]  |
| 2017年 （平成29年） | 696万8468円  | 3582人        | 高木義明、松原仁、伴野豊、福島伸享、鷲尾英一郎、川合孝典、礒﨑哲史、小林正夫、浜野喜史、柳田稔、（政治団体からの寄付）川端達夫、古本伸一郎、濱口誠 | [ 99 ]  |
| 2018年 （平成30年） | 563万4323円  | 3425人        | 鷲尾英一郎、川合孝典、礒﨑哲史、小林正夫、浜野喜史、（政治団体からの寄付）古本伸一郎、濱口誠 | [ 100 ] |
| 2019年 （令和元年） | 1884万6257円 | 3200人        | 川合孝典、礒﨑哲史、小林正夫、浜野喜史、田村麻美、（政治団体からの寄付）古本伸一郎、濱口誠 | [ 101 ] |
| 2020年 （令和2年）  | 595万8510円  | 2911人        | 川合孝典、礒﨑哲史、小林正夫、浜野喜史、田村麻美、（政治団体からの寄付）古本伸一郎、濱口誠 | [ 102 ] |
| 2021年 （令和3年）  | 586万2723円  | 2912人        | 川合孝典、礒﨑哲史、小林正夫、浜野喜史、田村麻美、（政治団体からの寄付）古本伸一郎、濱口誠 | [ 103 ] |
| 2022年 （令和4年）  | 353万3721円  | 2795人        | 浜野喜史、田村麻美、長友慎治（政治団体からの寄付）礒﨑哲史、濱口誠、鈴木敦 | [ 104 ] |